# Pogoń Prudnik
Pogoń Prudnik košarkaški je klub iz poljskog grada Prudnik. Klub trenutačno nastupa u I. Ligi.